# Мияхара, Коитиро
Коитиро Мияхара (яп. 宮原晃一郎 Мияхара Ко:итиро:, 2 сентября 1882 года, Кагосима — 10 июня 1945 года, Саппоро) — японский литератор, детский писатель, журналист и переводчик. Настоящее имя — Томохиса Мияхара (яп. 宮原知久 Мияхара Томохиса).

## Биография
Родился в городе Кагосима (префектура Кагосима). В десять лет с родителями переехал на Хоккайдо, в его административный центр город Саппоро. Благодаря отличным оценкам окончил школу экстерном, после выпуска устроился работать в транспортную компанию.
В 20 лет принял христианство и начал учить английский язык у пастора католической церкви. Тогда же он начал подрабатывать журналистом в газете «Отава». Кроме английского Мияхара самостоятельно выучил французский, русский, итальянской, норвежский, шведский и датский языки, и занялся литературными переводами. Коитиро Мияхара первым перевел с оригинала на японский язык произведения лауреатов Нобелевской премии по литературе, норвежских писателей Кнута Гамсуна и Сигрид Унсет, а также шведского писателя Августа Стриндберга. В качестве журналиста Мияхара активно освещал в своих статьях скандинавскую и советскую литературу.
Коитиро Мияхара писал детские произведения, он опубликовал в журнале для детства и юношества «Красная птица» 54 рассказа.
Скончался в 1945 году во время эвакуации. Его личная библиотека хранится в библиотеке университета Хоккайдо.
Мияхара также известен как наиболее вероятный автор знаменитой японской детской песни «Я — дитя моря» (яп. われは海の子 варэ ва уми но ко).

## Переводы
Коитиро Мияхара перевёл множество произведений европейской, скандинавской и русской литературы, в частности, лауреатов Нобелевской премии по литературе Гамсона Кнута и Сингрид Унсет, шведского писателя Августа Стриндберга. Участвовал в переводе собраний сочинений Виктора Гюго (перевёл романы «Труженики моря» и «Девяносто третий год»), переводил письма, лекции и эссе Ивана Сергеевича Тургенева, роман «Новая Элоиза» Жана-Жака Руссо, сочинения Аврелия Августина, Сёрена Кьеркегора и многое другое.